# Mama maé
Mama maé è un singolo del gruppo musicale italiano Negrita, il primo estratto dall'album in studio Reset e pubblicato nel dicembre 1998.

## Descrizione
Si tratta del singolo di maggior successo commerciale del gruppo, avendo raggiunto la Top 10 della classifica italiana. Nel 1998 fu inserito nella colonna sonora del film Così è la vita, mentre dieci anni più tardi è stato inserito nell'European track pack del videogioco Guitar Hero World Tour.

## Tracce
Edizione del 1998
1. Mama maé (Radio Version) – 3:53
2. Mama maé (Album Version) – 4:17

Edizione del 1999
1. Mama maé (Album Version) – 4:17
2. Mama maé (Strumentale) – 4:17
3. Heaven # – 3:01
4. Hollywood Sofà – 3:19
5. Pulp – 1:50

## Classifiche
| Classifica (1999) | Posizione massima |
| ----------------- | ----------------- |
| Italia            | 9                 |